# Guilty Gear 3
Guilty Gear -StrIVe-, também conhecido como Guilty Gear -STRIVE-, Novo Guilty Gear, Guilty Gear (2020) ou Guilty Gear 3, é um sexto jogo da série Guilty Gear que foi anunciado na EVO 2019. Nada se sabe sobre essa entrada, além de Daisuke Ishiwatari afirmando que será como "um Guilty Gear completamente novo". Daisuke também afirmou mais tarde na Tokyo Game Show 2019 que o jogo não seria outro título de Guilty Gear Xrd, e que nem todos os personagens de Guilty Gear Xrd REV 2 seriam voltando.
Em 3 de Novembro, Daisuke confirmou em um stream do ArcLive que o jogo também terá uma dublagem em Japonês e Inglês, tornando, este o mais recente o jogo da série Guilty Gear com um elenco de voz em inglês desde o lançamento de Guilty Gear Xrd -SIGN- em 2014, e desde o estabelecimento da filial da Arc System Works na América no final de 2017.
Guilty Gear -StrIVe- deverá ser lançado para o PlayStation 4 no final de 2020, com uma versão arcade em breve

## Referencias
1. ↑  Romano, Sai (19 de janeiro de 2020). «Guilty Gear: StrIVe adds arcade version». Consultado em 28 de janeiro de 2020